# Panasivka, Mirhorod
Panasivka (în ucraineană Панасівка) este un sat în comuna Velîka Obuhivka din raionul Mirhorod, regiunea Poltava, Ucraina.

## Demografie
Componența lingvistică a localității Panasivka
     Ucraineană (96,74%)
     Rusă (3,26%)
Conform recensământului din 2001, majoritatea populației localității Panasivka era vorbitoare de ucraineană (96,74%), existând în minoritate și vorbitori de rusă (3,26%).